# Falsilatirus
Falsilatirus is een geslacht van weekdieren uit de klasse van de Gastropoda (slakken).

## Soorten
- Falsilatirus pacificus Emerson & Moffitt, 1988
- Falsilatirus suduirauti Bozzetti, 1995